# Parahydroxybenzoate d'heptyle
Le parahydroxybenzoate d'heptyle (parfois noté hydroxybenzoate d'heptyle, para-) est un composé organique de la famille des parabènes, listé comme conservateur alimentaire sous le numéro d'additif E209. Il est interdit dans l'Union européenne. Il peut être contenu dans certains médicaments.
Il s'agit de l'ester heptylique de l'acide parahydroxybenzoïque.